# Jacinto Quincoces
Jacinto Quincoces (ur. 17 lipca 1905 w Barakaldo, zm. 10 maja 1997 w Walencji) – hiszpański piłkarz i trener piłkarski.
Jako zawodnik grał w Deportivo Alavés (1920–1930) i Realu Madryt (1930–1942), a ponadto zagrał 25 razy w reprezentacji Hiszpanii, a także wystąpił na MŚ 1934
Jako szkoleniowiec pracował w Realu Madryt, Realu Saragossa, Valencii i Atlético Madryt. W dwóch meczach w 1945 roku prowadził też hiszpańską drużynę narodową.